# Comuna Stenjarîci, Volodîmîr-Volînskîi
Stenjarîci (în ucraineană Стенжаричі) este o comună în raionul Volodîmîr-Volînskîi, regiunea Volînia, Ucraina, formată din satele Polumeane, Stenjarîci (reședința), Turivka și Zabolottea.

## Demografie
Componența lingvistică a satului Stenjarîci
     Ucraineană (99,13%)
     Alte limbi (0,87%)
Conform recensământului din 2001, majoritatea populației satului Stenjarîci era vorbitoare de ucraineană (99,13%), existând în minoritate și vorbitori de alte limbi.